# Steven Bauer (schermidore)
Steven Bauer (23 dicembre 1981) è uno schermidore tedesco, specializzato nella sciabola.

## Biografia
Nei campionati europei di scherma ha conquistato una medaglia di bronzo a Zalaegerszeg nel 2005 nella gara di sciabola individuale.

## Palmarès
In carriera ha conseguito i seguenti risultati:
- Europei di scherma

Zalaegerszeg 2005: bronzo nella sciabola individuale.